# USS Plymouth (1844)
La USS Plymouth (1844) fue una balandra de guerra de la Armada de los Estados Unidos, la primera de ese nombre, que participó de la expedición enviada a Japón bajo el mando del comodoro Matthew Calbraith Perry para forzar a esa nación a abrir sus puertos al comercio internacional.

## Historia
Fue construida en los astilleros de la Armada en Boston, y entró en servicio poco antes de la guerra entre México y los Estados Unidos, dejó esa ciudad fuertemente armada el 3 de abril de 1844 rumbo al Mar Mediterráneo al mando del comandante Henry Henry, donde permaneció en operaciones un año regresando a Nueva York el 4 de octubre de 1846. 
Bajo el mando de Philip Falkerson Voorhees, recientemente reincorporado tras su juicio a raíz del Incidente del USS Congress, la Plymouth operó como buque insignia del East India Squadron en la costa oriental de los Estados Unidos con base en Nueva York hasta el 13 de febrero de 1848, cuando efectuó un crucero al lejano oriente, regresando a Norfolk, Virginia, el 29 de enero de 1851. El 23 de agosto de 1851 dejó Hampton Roads (Virginia), para efectuar un nuevo crucero al oriente. 
Después de servir en la Estación Naval de las Indias Orientales (East Indies Station), se sumó a la expedición de Matthew C. Perry a Japón, entrando en la Bahía de Tokio el 8 de julio de 1853, en cuyas aguar permaneció hasta el 17 de ese mes. Regresó al área en febrero de 1854, poco antes del Tratado de Kanagawa, y antes de regresar a los Estados Unidos participó de una operación conjunta con fuerzas británicas contra fuerzas hostiles en la zona de Shanghái.
De regreso en Norfolk, el 11 de enero de 1855 efectuó un crucero por el Océano Atlántico y en el verano boreal fue asignada para el entrenamiento de personal de marinería y prueba de los nuevos cañones bajo el mando del comandante John A. Dahlgren, tareas que continuó efectuando hasta 1860.
Al estallar la Guerra de Secesión la Plymouth se encontraba en reparaciones en Norfolk, por lo que al separarse el estado de Virginia de la Unión, fue quemada y hundida el 20 de abril de 1861 para evitar su captura por las fuerzas de los Estados Confederados de América.